# Фархант
Фархант (нім. Farchant) — громада в Німеччині, розташована в землі Баварія. Підпорядковується адміністративному округу Верхня Баварія. Входить до складу району Гарміш-Партенкірхен.
Площа — 25,76 км2. Населення становить 3641 ос. (станом на 31 грудня 2020).